# 卢卡·齐加诺维奇
卢卡·齐加诺维奇（1915年1月12日—1994年1月9日），克罗地亚前男子水球运动员。他曾代表南斯拉夫国家队参加1936年和1948年夏季奥林匹克运动会水球比赛。